# Guillem el Gran
Guillem el Gran o Guillem de Malavalle (mort el 10 de febrer de 1157) va ser un anacoreta que va inspirar la fundació, pels seus seguidors, de l'orde religiós dels Eremites de Sant Guillem, branca dels Eremites de Sant Agustí. Va ser canonitzat en 1202. La narració de la seva vida, escrita per Albert, deixeble seu i fundador de l'orde, s'ha perdut. Altres biografies seves, obra de Theodobaldus, són inversemblants i poc fiables, ja que s'hi interpolen elements de les vides d'altres sants anomenats Guillem, especialment de Sant Guillem de Gel·lona i Guillem de Vercelli.

## Hagiografia
Aquesta vida (i, a partir d'ella, les tradicions que es van transmetre sobre ella al llarg de l'Edat Mitjana) confon la primera etapa de la vida del sant amb la de Sant Guillem de Gel·lona, duc d'Aquitània, de qui es deia que havia anat a Roma i on s'havia entrevistat amb Eugeni III, qui l'ordenà anar en pelegrinatge a Jerusalem en penitència pels seus pecats.
Podria ser que Guillem de Malavalle també hagués fet un pelegrinatge a Jerusalem, per testimonis conservats en l'ofici de la seva festivitat. S'hi estaria dos anys, no pas nou com diu Teodobald. Cap al 1153 va tornar a Itàlia i es va fer anacoreta en un bosc prop de Pisa, després a Monte Pruno i, finalment en 1155, al desert de Stabulum Rodis, conegut com a Malevalle, al territori de Siena i al bisbat de Grosseto.
Els llocs on va ser ermità són tots a la Toscana: l'ermita de Santa Maria ad Martyres i Santi Jacopo e Verano alla Costa d'Acqua, en el Monte Pisano (Volterra) i la de Malavalle, a Castiglione della Pescaia.
L'eremita cercava en diverses comunitats cenobítiques o d'anacoretes un ideal de vida on practicar l'ascesi més rígida, la solitud i l'aïllament del món. Primer intentava que la comunitat on entrava seguís aquest estil de vida, però en no aconseguir-ho, va abandonar la vida comunitària. Els últims anys de la seva vida va passar-los com a anacoreta en pregària, silenci, dejú i penitència.

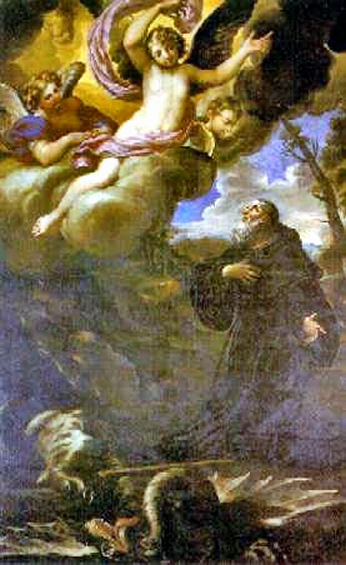
Sant Guillem i el drac, quadre del s. XVII
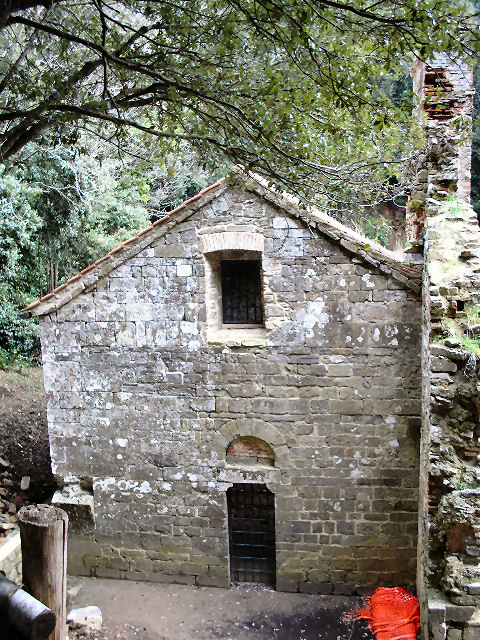
Antiga ermita de l'Eremo de Malavalle, edificada sobre la tomba del sant

### Tradicions llegendàries
Segons una tradició toscana, era un cavaller francès de la família ducal d'Aquitània (segurament, per la confusió amb sant Guillem de Tolosa, duc d'Aquitània) i descendent dels comtes de Poitou. Havia tingut una vida dissoluta i immoral i cap a l'any 1240 fou excomunicat pel papa Eugeni III. El papa no va voler concedir-li el perdó quan Guillem el vistià a Caravall. Aquí, Sant Bernat de Claravall hauria convertit Guillem qui, per a obtenir el perdó, va emprendre els pelegrinatges a Jerusalem, Roma i Sant Jaume de Compostel·la. En tornar a la Toscana es va fer ermità.
Una altra tradició diu que era un soldat de Lucca. En una guerra contra Pisa, va perdre la vista i, en recuperar-la miraculosament, va fer-se eremita.
També s'hi barregen elements d'altres llegendes, com la de Sant Jordi: segons la tradició, va lluitar contra un drac que aterroritzava els camps de Castiglione della Pescaia.

## Naixement de l'Orde de Sant Guillem
Guillem el Gran no va fundar cap orde religiós ni va escriure cap regla, però des de l'Epifania del 1156 va acollir un deixeble, Albert. Després de la mort de Guillem, poc menys d'un any després, Albert va escriure les ensenyances que li havia transmès Guillem i va fixar, a partir d'ells, una regla guillemita, basada en la dels cistercencs: les Consuetudines e Regula sancti Guillelmi. En 1211, va ser aprovada pel papa Innocenci III i l'orde començà a tenir difusió per Itàlia i altres llocs d'Europa.

## Veneració
En morir, el seu sepulcre va ser lloc de pelegrinatge de devots de la Toscana, el Laci i les Marques. El culte va ser aprovat per Alexandre III entre el 1174 i 1181, i Innocenci III el declarà sant el 8 de maig de 1202 amb la butlla Ex litteris.
La festivitat del sant va passar del 10 de febrer al 16 d'octubre en la reforma de 1969, però el canvi no va ser acceptat per totes les esglésies locals: algunes d'elles continuen celebrant-lo en l'aniversari de la seva mort.